# Pierre Destriveaux
Pierre-Joseph Destriveaux (Luik, 13 maart 1780 - Schaarbeek, 3 februari 1853), ook soms Destrivaux, was een lid van het Belgisch Nationaal Congres, volksvertegenwoordiger en hoogleraar.

## Levensloop
Destriveaux begon als jonge stagiair bij advocaat Harzé en behaalde in 1806 zijn rechtendiploma in Parijs. Vanaf 1808 werd hij advocaat en verwierf een reputatie als pleiter in strafzaken.
Na 1814 werd hij opgenomen in een kring waar heel wat Franse émigrés deel van uitmaakten. Hij was toen te situeren als liberaal, deïst en vrijmetselaar. Bij apotheker Lafontaine ontmoette hij onder meer J .-B. Teste, Bory de Saint-Vincent, Mailhe, Pocholle, dokter Ansiaux, Guillois, Levenbach, Cauchois-Lemaire, Guyet, Paganel, P. de Ceulleneer, Brissot-Thivars, Thuriot de la Rosière, Harel, Duval de la Bretonnière enz. Dit was een kring waar vooral politieke kwesties aan bod kwamen. Destriveaux werkte mee aan twee liberale nieuwsbladen die in die kring hun voedingsbodem vonden, de Mercure des Pays-Bas en de Mercure surveillant.
Na 1815 behoorde hij tot diegenen die een universiteit in Luik eisten en toen die er inderdaad kwam, werd hij onmiddellijk hoogleraar benoemd voor de vakken strafrecht en procedurerecht. In 1818 doceerde hij administratief recht en publiek recht. Het gebrek aan betrouwbare studies over de nieuwe codes liet zich gevoelen. Destriveaux publiceerde in 1818 een Essai sur le code pénal. Onder zijn studenten bevonden zich de meesten die vanuit Luik in 1830 op het voorplan zouden treden. Hij begeesterde ze door zijn cursussen over de vrijheid, over de volkssoevereiniteit, over de ministeriële verantwoordelijkheid enz.
Na 1830 bleef hij verder doceren. Hij kwam in 1835 in aanvaring met een katholieke minister en werd voor drie jaar uit de universiteit geweerd. Vanaf 1841 gaf hij een cursus over moderne politieke geschiedenis. Hij werd tweemaal secretaris van de universiteit (1824-1825 en 1832-1833) en tweemaal rector (1823-1824 en 1845-1846), om in 1847 het emeritaat te bereiken.
Toen het Verenigd Koninkrijk der Nederlanden op zijn einde liep, begon Destriveaux zich actief te interesseren voor politiek. In oktober 1830 werd hij verkozen tot lid van het Nationaal Congres voor het arrondissement Luik. Hij werd al onmiddellijk lid van het Comité diplomatique dat door het Voorlopig Bewind werd opgericht. Tijdens een twintigtal tussenkomsten in de publieke zittingen liet hij van zich horen. Hij stemde voor de onafhankelijkheidsverklaring, voor een grondwettelijke monarchie als staatsvorm, voor de eeuwigdurende uitwijzing van de Nassaus, voor de hertog van Nemours, voor regent Surlet de Chokier. Hij was een van de 45 tegenstemmers bij de verkiezing van Leopold van Saksen Coburg, waarbij hij verklaarde: "Ik stem tegen Leopold van Saksen Coburg, niet vanwege zijn persoon, en ook niet omdat ik zo nodig de vijandelijkheden wil zien hervatten, maar omdat de omstandigheden van zijn kandidatuur me het land onwaardig lijken en ons geen geluk beloven."
Hij werd provincieraadslid in Luik in 1836 en was vanaf zijn emeritaat in 1847 tot aan zijn dood lid van de Kamer van volksvertegenwoordigers. In Luik maakte hij deel uit van heel wat commissies, filantropische of geleerde genootschappen.
In 1849 publiceerde hij ook nog een Traité de droit public in 3 volumes.